# Mercados semanales de Múnich

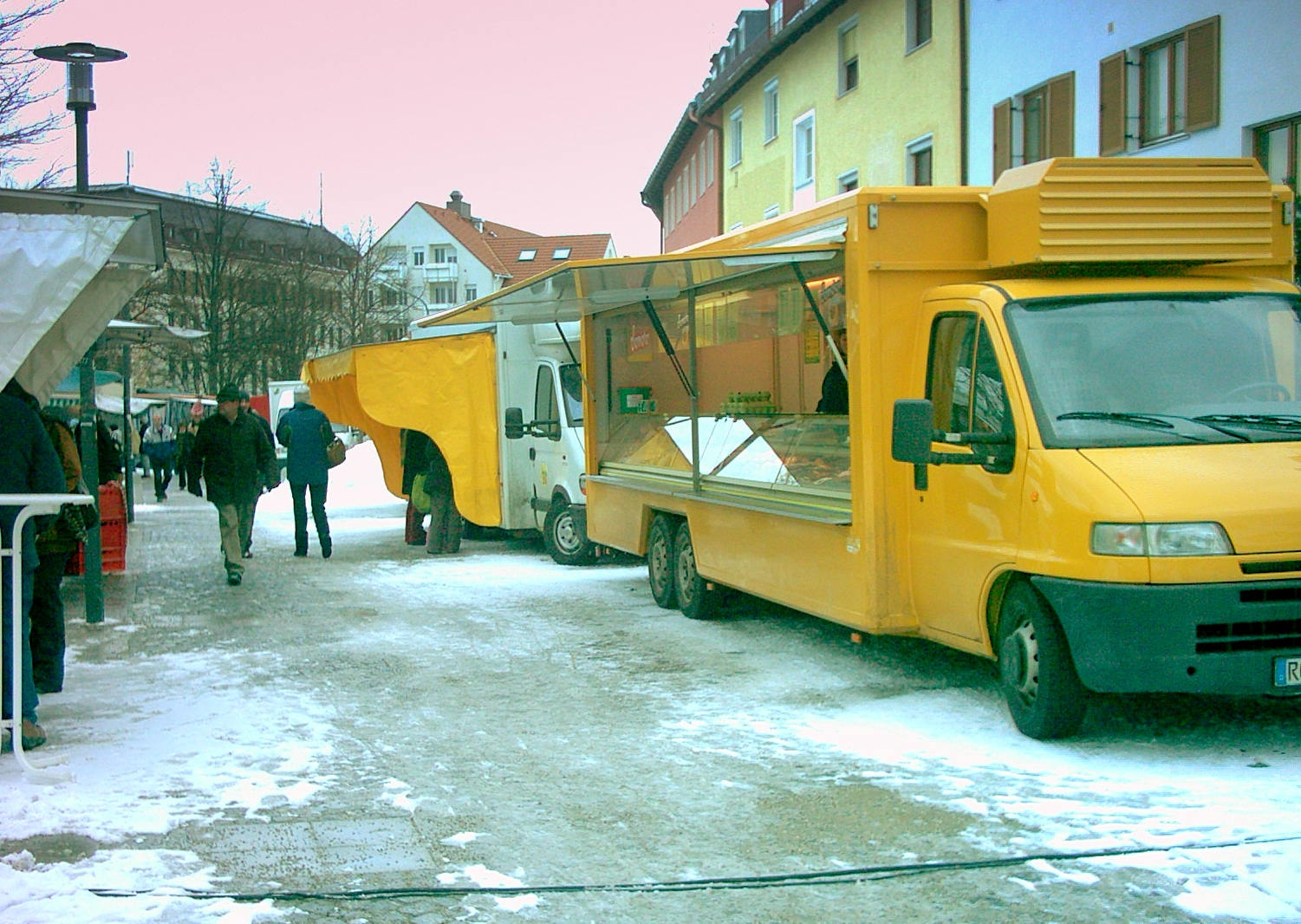

Cuarenta Mercados Semanales de Múnich de productos regionales y ecológicos, repartidos por toda la ciudad, con más de 120 comerciantes que ofrecen toda clase de alimentos proveen diariamente de estos a la población de Múnich. Desde hace un cuarto de siglo los habitantes de Múnich pueden comprar alimentos de gran calidad a precios razonables a poca distancia de su casa. Una oferta que no en muchos barrios de la ciudad forma parte de la vida diaria.

## Historia
Ya que los mercados permanentes de alimentos, como el mercado Viktualienmarkt, son tan apreciados por los muniqueses tanto como en otros tiempos, uno no podría imaginarse la red de abastecimiento de la ciudad sin estos, entonces se tuvo la idea de instalar en los barrios insuficientemente abastecidos, no mercados de alimentos fijos o permanentes, cuyos costes de mantenimiento son muy elevados, sino en lugar de estos establecer mercados abiertos medio o todo el día una o dos veces a la semana en los barrios ya mencionados. Estos mercados estarían suministrados por productores ambulantes o por comerciantes que abastecerían a la población de Múnich de alimentos y flores así como artículos no comestibles.

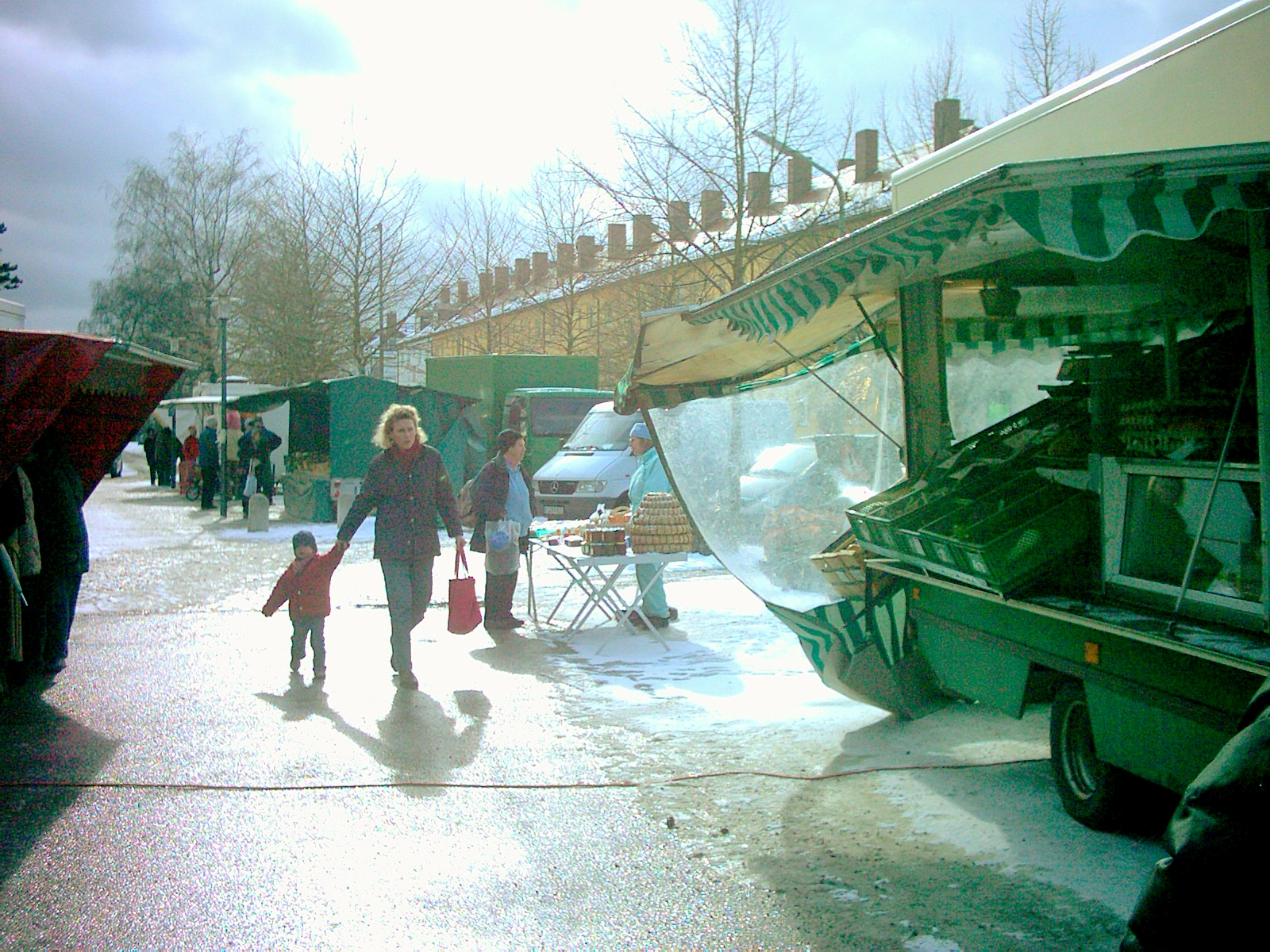

20 de mayo de 1969: se inaugura el primer mercado semanal en la calle Plettstraße (Neuperlach). En los siguientes días también los mercados en las calles Berner Straße (Fürstenried-Ost), la calle Wellenkampfstraße (Hasenbergl) y en la calle Graubündener Straße (Fürstenried-West). A partir de este momento, estos mercados se multiplicaron, siendo muy bien acogidos por la población de los diferentes barrios, que los aceptó encantada.
1970: Se superó el año de prueba satisfactoriamente y la ciudad se hizo cargo de la administración de los mercados. De la responsabilidad de estos se hizo cargo la delegación municipal (Kommunalreferat) de mercado de abastos gracias a sus largos años de experiencia.
1989: La comisión municipal aprobó una innovación en cuanto a los mercados semanales. A partir de la primavera del mismo año, se crearían, en primer lugar, como prueba, bajo el techo de los mercados semanales de Múnich, verdaderos mercados de los campesinos de la región. Como muestra de los lazos de la ciudad de Múnich con sus alrededores pusieron lugares de comercialización a disposición de los campesinos para vender sus productos regionales en la ciudad. Esta nueva forma de mercado es una gran ventaja para los campesinos autónomos pues por sus obligaciones con sus granjas no tienen la posibilidad de ir cada día al mercado – a diferencia de los comerciantes profesionales del mercado. El responsable de este nuevo tipo de establecimientos es el mercado de pueblo, así llamado Bauernmarkt München e.V. que fue fundado por la Asociación de Campesinos de Baviera. A diferencia de la participación en los mercados semanales, un suministrador de mercados de pueblo ha de ser, entre otras cosas, campesino autónomo y miembro en la « Asociación de Mercados de Pueblo ».
1996 : Se abre el primer mercado ecológico semanal en Múnich, cerca de la plaza Pfanzeltplatz (barrio de Perlach). En este mercado sólo se venden productos que cumplen las directrices ecológicas de cultivo. Así la oferta se adaptó a los nuevos hábitos de los consumidores. Los mercados ecológicos son normalmente más pequeños que los mercados semanales convencionales dado que los vendedores ecológicos ofrecen constantemente una diversidad de productos más grande que los comerciantes especializados en mercados convencionales.